# Bargischow
Bargischow ist eine Gemeinde, bei Anklam südlich der Peene gelegen. Sie wird seit dem 1. Januar 2005 vom Amt Anklam-Land mit Sitz in der Gemeinde Spantekow verwaltet. Bis zum 31. Dezember 2004 gehörte die Gemeinde zum Amt Ducherow.

## Geografie und Verkehr
Die Gemeinde Bargischow liegt etwa fünf Kilometer östlich der Hansestadt Anklam. Die Bahnstrecke Berlin–Stralsund durchquert das Gemeindegebiet zwischen Bargischow und Woserow, während die Bundesstraße 109 es westlich von Woserow durchquert. Im Westen grenzt die Gemeinde direkt an die Hansestadt Anklam. Nördlich stellt die Peene, welche in den Peenestrom mündet, die Grenze dar. Im Osten grenzt die Gemeinde mit der Halbinsel Anklamer Fähre an das Stettiner Haff, das sich im Nordosten mit dem Peenestrom vereint. Südöstlich befindet sich das Anklamer Torfmoor. Die Gemeinde Bugewitz grenzt im Südosten und die Gemeinde Neu Kosenow grenzt im Süden an Bargischow.

## Ortsteile
Ortsteile
- Bargischow
- Gnevezin
- Woserow
- Anklamer Fähre

Wüstungen und Wohnplätze
- Koppelberg (Wohnplatz zu Bargischow)
- Schadefähr (Wüstung)

## Geschichte

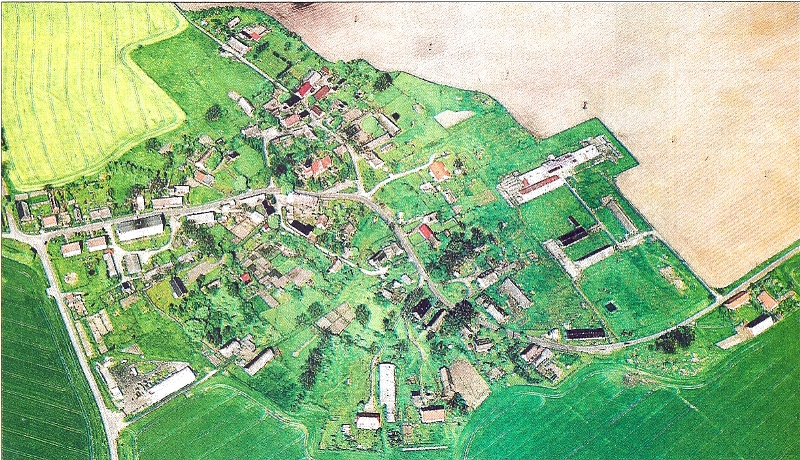
Luftaufnahme von Bargischow im Juni 2002

### Bargischow
Bargischow wurde 1267 urkundlich als Brascow erwähnt.
Der Namensendung nach war der Ort ein altes slawisches Dorf. Wie alle Ortschaften südlich der Peenemündung gehörte Bargischow zum slawischen Verwaltungsbezirk Groswin mit gleichnamigem Burgensitz. Nach der Zerstörung der Burg durch die Dänen, kamen im 13. Jahrhundert deutsche Siedler ins Land. Unweit der zerstörten Burg Groswin entstand die Stadt Anklam direkt an der Peene. Zum Wohl und Gedeihen der neuen Stadt wurde das Dorf den Anklamern von Herzog Bogislaw IV. (1258–1309) im Jahr 1285 in Besitz gegeben und blieb bis 1745 ein städtisches Kämmereidorf. Damals hieß Bargischow noch Barwetsekow, wie es der schriftliche Rechtsvollzug mitteilt. Ein silber-vergoldeter Kelch aus dem Kircheninventar (15. Jahrhundert) gibt den Namen „bargheskow“ an. Die spätere wie heutige Schreibweise Bargischow ist wohl einer ungenauen Fortschreibung des Namens geschuldet.
Die Ortschaft Bargischow ist ein ehemaliges Angerdorf mit einer frühgotischen Feldsteinkirche aus dem 13. Jahrhundert, die das Zentrum des Ortes bildet.

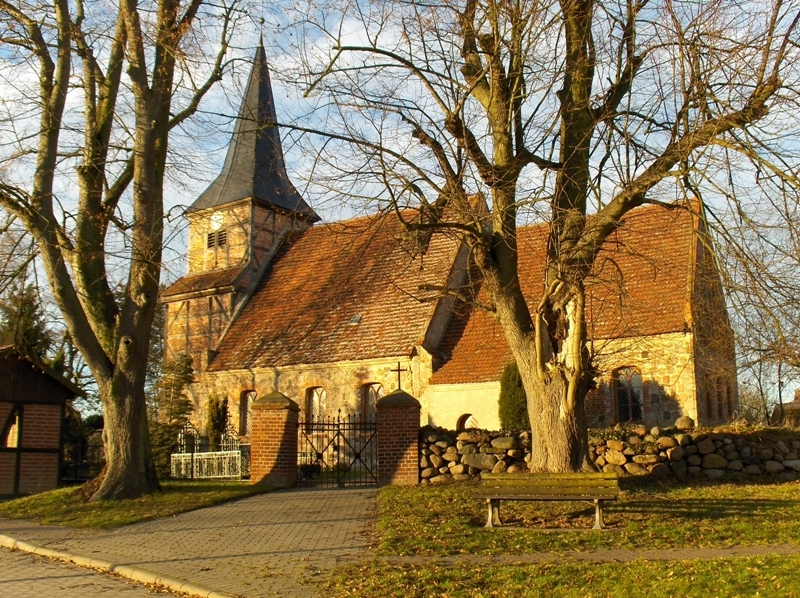
Feldsteinkirche zu Bargischow

Bargischow hatte über Zeiten noch andere Herren als die Stadt Anklam. Das Kloster Stolpe an der Peene nahm den Zehnten von zwei Hufen aus dem Ort ein. Vermutlich übte das Kloster auch das Patronat über die alte frühgotische Dorfkirche aus. Nach der Säkularisation Mitte des 16. Jahrhunderts gelangte folglich auch der Klosterbesitz an Bargischow zum herzoglichen Amt Stolpe, ebenso das Patronat über die Kirche. Herzog Philipp Julius (1584–1625) zu Wolgast übertrug dann 1615 das Kirchenpatronat wieder ganz und gar der Stadt Anklam.
Die Stadtkämmerei errichtete nach dem Dreißigjährigen Krieg in Bargischow ein Vorwerk, einen größeren Wirtschaftshof, den sie bis etwa 1777 von vier Halbbauern bewirtschaften ließ. Dann wurde das Vorwerk aufgesiedelt und die landwirtschaftlichen Flächen in Erbpacht an sechs Vollbauern vergeben. Im Dorf gab es weiterhin eine Schäferei, zwei Hirtenhäuser und neben dem Pfarrhaus ein Predigerwitwenhaus. Hundert Jahre später kaufte Anklam einen frei gewordenen Bauernhof auf, um ihn dann an Bargischower Interessenten zu verpachten.
Um 1860 existierten im Ort ein größerer Schulzenhof, 8 Vollbauernstellen, mehrere kleinere Erbpachthöfe und zwei Mühlengrundstücke mit Windmühlen. Insgesamt lebten hier 402 Einwohner in 32 Bauernhäusern und 68 Haushaltungen. Hinzu kam die Familie des Predigers, die des Schullehrers und eine Hebamme. Für die Hilfsbedürftigen baute die Gemeinde eine Armenkate. An Vieh hielten sich die Bargischower 227 Haupt Rindvieh, 340 Schafe, 15 Ziegen und 84 Schweine. Die Größe der gesamten Feldmark mit allen Äckern, einschließlich der Wiesen, Hofgrundstücke und Gärten, betrug etwa 4000 Morgen.
Von 1937 bis 1946 gehörte Bargischow, ebenso wie Anklamer Fähre, Gnevezin und Woserow, zur Großgemeinde Pelsin, die nach dem Krieg wieder aufgelöst wurde. Anklamer Fähre war dann Ortsteil von Gnevezin, das zusammen mit Woserow am 10. Oktober 1965 nach Bargischow eingemeindet wurde.
Pastor Hans-Joachim Tuhbandt in Bargischow versteckte 1986 Dr. Harald Schneider, der in seiner Kirche Zuflucht gesucht hatte. Zuvor hatte dieser versucht, im Bereich Kühlungsborn in einem Boot illegal die DDR zu verlassen. Der zu Hilfe gerufene Wolfgang Schnur verriet nicht nur Schneider, sondern auch seine Mithelfer an das Ministerium für Staatssicherheit.

### Gnevezin
Gnevezin wurde erstmals 1276 als Gnewencin und Gnewzin urkundlich genannt. Der aktuelle Name wurde erst 1779 genannt. Das bedeutet als slawische Gründung „der Bezwinger, Banner des Zorns“.

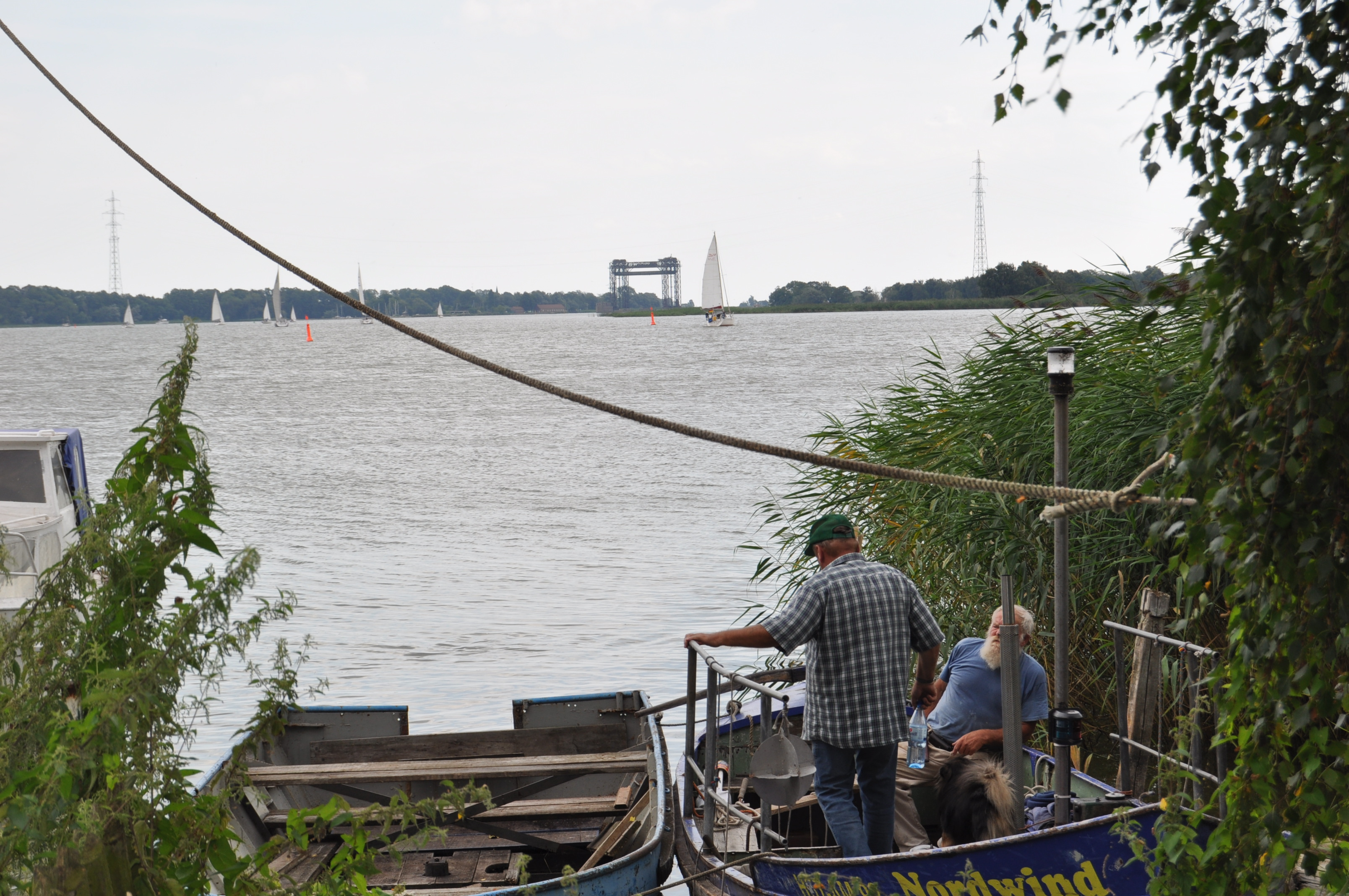
Anklamer Fähre – vorne Fährkahn mit Fährmann – hinten Karniner Brücke

### Anklamer Fähre
Die Anklamer Fähre, auch „Alte Fähre“ oder „Olden Vier“ oder „Anklamer Fehr“ genannt, wurde erstmals im Jahr 1285 urkundlich erwähnt. Sie zählte zu den ältesten Besitzungen der Stadt Anklam.

### Woserow
Die Umgebung von Woserow weist westlich eine, südwestlich drei, südlich eine spätslawische (1000 bis 1200) und weiter südlich noch eine frühslawische (600 bis 800) Siedlung auf. Damit ist archäologisch eine frühe Besiedlung von Woserow belegt.
Woserow wurde mit gleichem Namen und auch mit „Woserowe“ 1285 erstmals urkundlich erwähnt. Der Ort wurde dort als zur Stadt Anklam gehörig genannt. Der Name weist Ähnlichkeiten mit dem slawischen „Waldbrand“ auf.
Der Ort war von der Form her ein Haufen- und von der Funktion her ein Bauerndorf mit mehreren im Außenbereich liegenden Bauernsiedlungen, den so genannten Abbauen.
An der Stelle der jetzigen großen Kiesgrube stand bis 1880 eine Holländer- und in Richtung Dorf eine Bockwindmühle.
Bei Woserow an der B 109 steht noch heute ein Viertel-Meilenstein aus der Mitte des 19. Jahrhunderts als die so genannten „Steinbahnen“ gebaut wurden.

### Koppelberg (Wohnplatz)
Koppelberg wurde erstmals 1932 in Gemeindeverzeichnissen erwähnt. Es war 1932 eine eigenständige Gemeinde, wurde aber bereits vor 1880 laut MTB als Vorwerk oder als Hof zum Gutsbezirk gehörend bezeichnet. Der Hof wurde später nach Bargischow eingemeindet, ist aber noch heute als Wohnplatz abgetrennt. Der Name ist selbst erklärend, aber in der Bedeutung nicht bekannt.

### Schadefähr (Wüstung)
Schadefähr wurde erstmals 1708 als „Schadefehr“ genannt. Es war ein Fährhof, der auf einer kleinen Insel im Mündungsdelta der Peene östlich von Anklam lag. Er war nur mit dem Boot erreichbar, gehörte ab 1537 zur Stadt Anklam, wurde später aber verwaltungsmäßig der Gemeinde Bargischow zugeordnet. Der Hof ist nach 1920 wüst gefallen. Der Name existiert noch als Flurname für die Insel im Peenedelta.

## Politik

### Gemeindevertretung und Bürgermeister
Der Gemeinderat besteht (inkl. Bürgermeister) aus 6 Mitgliedern. Die Wahl zum Gemeinderat am 26. Mai 2019 hatte folgende Ergebnisse:
| Partei/Bewerber                     | Prozent | Sitze |
| ----------------------------------- | ------- | ----- |
| Wählergemeinschaft Bargischow       | 37,04   | 2     |
| Bündnis für die Gemeinde Bargischow | 30,69   | 2     |
| CDU                                 | 21,87   | 1     |
| Einzelbewerber Genz                 | 11,37   | 1     |

Bürgermeister der Gemeinde ist Hannes Schmidt, er wurde mit 56,41 % der Stimmen gewählt.

### Wappen, Flagge, Dienstsiegel
Die Gemeinde verfügt über kein amtlich genehmigtes Hoheitszeichen, weder Wappen noch Flagge. Als Dienstsiegel wird das kleine Landessiegel mit dem Wappenbild des Landesteils Vorpommern geführt. Es zeigt einen aufgerichteten Greifen mit aufgeworfenem Schweif und der Umschrift „GEMEINDE BARGISCHOW * LANDKREIS VORPOMMERN-GREIFSWALD“.

## Sehenswürdigkeiten

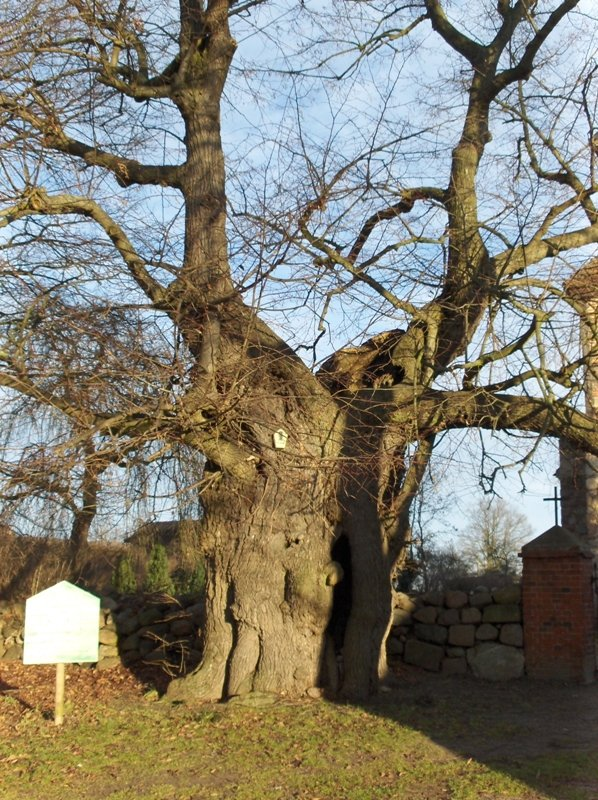
Die Franzosenlinde zu Bargischow

- Die Kirche Bargischow wurde um 1300 im frühgotischen Baustil aus Findlingen errichtet. Der im Fachwerk ausgeführte, eingezogene rechteckig abgesetzte Turm trägt eine achteckige Pyramidenhaube. Im Dreißigjährigen Krieg zerstört, wurde sie während der Amtszeit des Pastors Mandemen (1681–1701) wieder instand gesetzt. Die Glocke wurde erst 1768 von Johann Heinrich Scheel in Stettin gegossen. Nach umfangreicher Restaurierung im Jahre 1877  erhielt die Kirche neue Fenster und Bänke und erstmals auch eine Orgel. Am 19. Dezember 1877 fand die festliche Wiedereinweihung statt. Nach über 100 Jahren wurde im Mai 1994 die Turmhaube im Ganzen abgenommen und restauriert. Im Sommer 2003 bekam die Kirchturmuhr ein neues Uhrwerk und die Zifferblätter wurden wieder instand gesetzt. Im Jahr 2006 wurde das Kircheninnere restauriert.
- Die Kapelle Gnevezin wurde vermutlich im 15. Jahrhundert errichtet und in der Mitte des 18. Jahrhunderts umgebaut.
- Die Franzosenlinde, welche zur Gattung der Sommerlinde gehört, ist ein Naturdenkmal. Sie hat einen Umfang von rund 10 m und eine Höhe von rund 15 m. Der Innendurchmesser beträgt etwa 2 m. Über ihre Maße, Alter, Entwicklung und Begebenheiten bestehen teils widersprüchliche Aussagen. So soll der Baum 1124 von Otto von Bamberg gepflanzt worden sein. Mindestens ist sie aber über 500 Jahre alt und in ihrem Innern hohl. Der Legende nach sollen auch Napoleons Soldaten zwischen 1806 und 1815 in diesem hohlen Stamm Bier ausgeschenkt und Wache bezogen haben.
- Die Halbinsel Anklamer Fähre und die Eisenbahnhubbrücke Karnin, der Eisenbahnlinie, die bis 1945 die Insel Usedom und Swinemünde mit dem Festland verband.

## Rechtsradikalismus
Überregionale Aufmerksamkeit bekam Bargischow durch die hohen Wahlergebnisse der Nationaldemokratischen Partei Deutschlands. Die NPD konnte in Bargischow bisher folgende Ergebnisse erzielen:
Landtagswahl 2006 – 31,6 %, Kommunalwahl 2009 – 21,4 %, Landtagswahl 2011 – 22,1 %.